# Jour de fête (Maupassant)
Jour de fête est une nouvelle de Guy de Maupassant, parue en 1886.

## Historique
Chronique ou nouvelle Jour de fête est initialement publiée dans la revue Gil Blas du 20 juillet 1886.

## Résumé
Parti pour fuir la fête, le narrateur se retrouve dans une ville...en fête.

## Éditions
- 1886 -  Jour de fête, dans Gil Blas
- 1979 -  Jour de fête, dans Maupassant, Contes et nouvelles, tome II, texte établi et annoté par Louis Forestier, Bibliothèque de la Pléiade, éditions Gallimard.

## Lire
Lien vers la version de  Jour de fête dans Gil Blas 